# Usuki (Ōita)

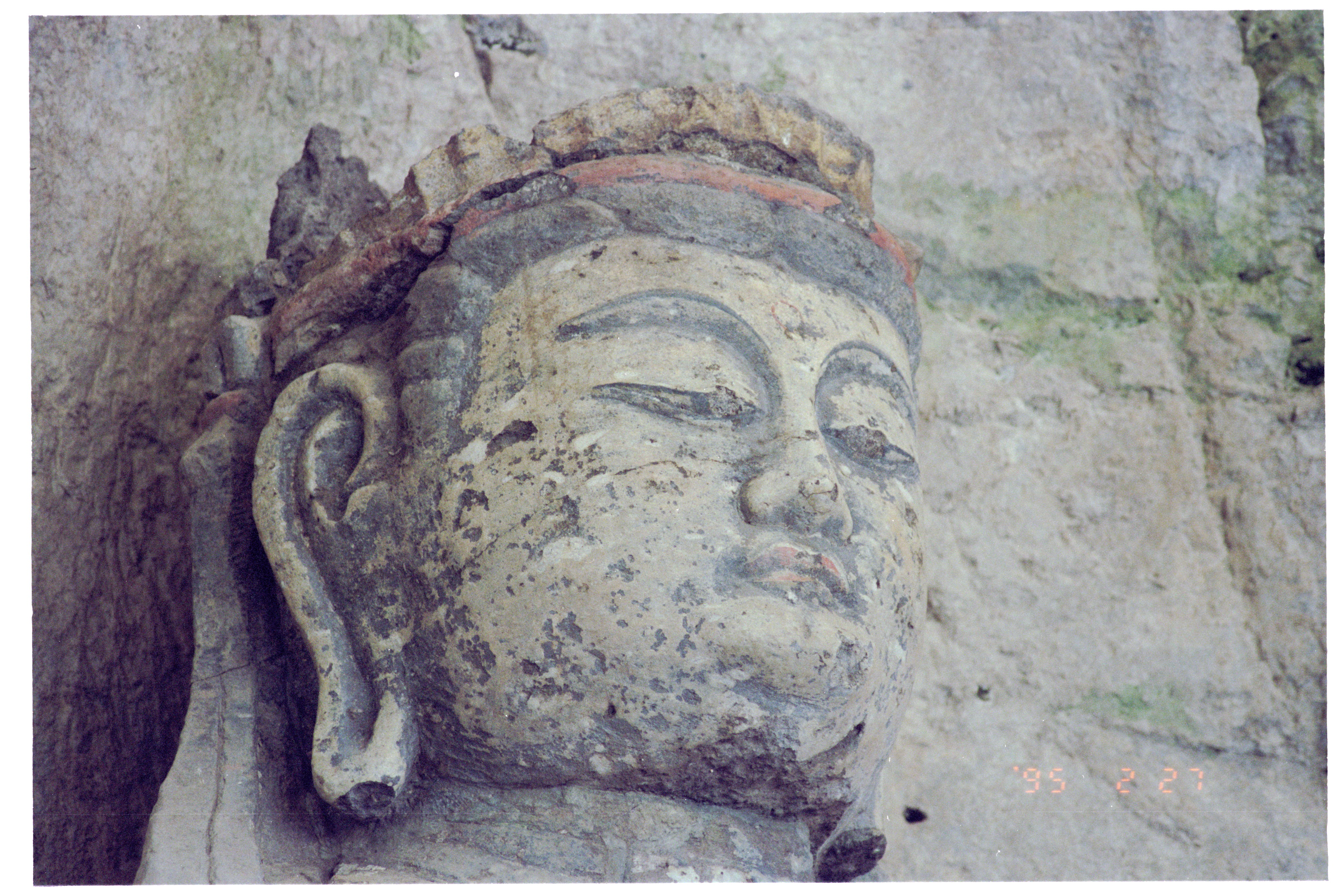
Budas en piedra de Usuki.

Usuki (臼杵市 Usuki-shi?) es una ciudad localizada en la prefectura de Ōita, en Japón. En 2003 se estimó que tenía una población aproximada de 35.106 y una densidad de 231,22 personas por km². El área total es de 151.83 km². La ciudad fue fundada el 1 de abril de 1950. 